# Ялуторовский
«Ялуторовский» — молочный комбинат в Ялуторовске Тюменской области, принадлежит компании Health&Nutrition (до 2023 года — Danone).

## История

### Довоенные годы
В апреле 1932 года на месте маслодельной артели осуществлявшей свою деятельность с дореволюционного периода начато строительство Ялуторовского завода сухого молока, строительство вела подрядная организация «Хлеб-строй». 30 апреля 1935 года на заводе произведена первая продукция, 23 февраля 1936 года завод включён в число действующих предприятий. В состав предприятия (сырьевую зону) входило 25 низовых заводов расположенных в Коркине, Ингалинке, Пяткове, Емуртле и ряде других населённых пунктов нескольких районов. На головном заводе производилось сухое молоко, сливочное масло, шоколадное масло и топлёное масло.
В 1938 году смонтирована вторая сушильная установка, завод стал производить яичный порошок. В 1939 году с целью снижения транспортных расходов на низовых заводах организовали подсгущение обезжиренного молока.

### Годы Великой Отечественное войны
В военное время молочная продукция с завода сухого молока главным образом поступала в госпитали. В 1942 году сухое молоко поступало в осаждённый Ленинград. В 1945 году завод поставил государству 830 тонн сухих молочных консервов и 159 тонн животного масла.
В годы война на заводе, наряду со взрослыми, трудились дети, например, лужение фляг для молока производил тринадцатилетний Пётр Хохряков. Всего в годы войны было мобилизовано более 300 кадровых сотрудников завода, сорок пять из них погибли, их имена высечены на заводском мемориале.

### 1946—1991 годы
В 1953 году завод сухого молока преобразован в Ялуторовский молочно-консервный завод. В 1957—1966 годы проведена первая реконструкция завода: построен главный корпус, тарный цех, заменены 3 котла в котельной, построен административно-бытовой корпус со столовой и здравпунктом. В результате предприятие стал одним из наиболее крупных в Советском союзе в своём профиле и в 1966 году переименовано в Ялуторовский молочно-консервный комбинат.
1970—1973 годы проведена вторая реконструкция комбината: построен цех сгущённого стерилизованного молока, водоочистная станция, котельная переведена на жидкое топливо, запущен участок литографирования жести, в 1975 году организован ремонтно-механический завод, в 1976 году запущен приёмо-моечный цех и полностью механизирована приемка молока.
В 1981 году построен новый административно-бытовой корпус, через два года введён в эксплуатацию цех цельномолочной продукции.

### С 1991 года
В 1995 году пущена новая сушильная установка чешского производства, благодаря чем увеличено производство сухого молока.
В 2003 году комбинат продан компании «Юнимилк». В 2003—2010 годы проведена очередная реконструкция: запущена новая аммиачная компрессорная, установлено фасовочное оборудование для производства стерилизованного молока, проведена частичная реконструкция складского хозяйства комбината, комбинат с молочно-консервного профиля фактически переориентировался на общий молочный.
После поглощения «Юнимилка» корпорацией Danone, «Ялуторовский» вошёл в состав российского подразделения «Данон Россия» в статусе филиала. В период 2013—2017 годов на предприятии реконструирована зона приёмки молока, пущены цех по производству творога и линия производства творожных десертов, введён в эксплуатацию холодный склад готовой продукции, построены очистные сооружения. После этой реконструкции производственные мощности завода увеличились до 1000 т молока в сутки. Суммарные вложения в реконструкцию составили 2,8 млрд руб.
По состоянию на 2019 год предприятие производит более 40 наименований продукции, основные товарные группы: молоко стерилизованное, сливки стерилизованные, молоко концентрированное стерилизованное, творог традиционный, творожные десерты, сухое обезжиренное молоко.

## Работники комбината
Среди известных работников комбината — Сергей Антонов, министр мясной и молочной промышленности СССР, начинал трудовую деятельность в 1928 году рабочим маслозавода в Ялуторовске, почёный гражданин Ялуторовска.

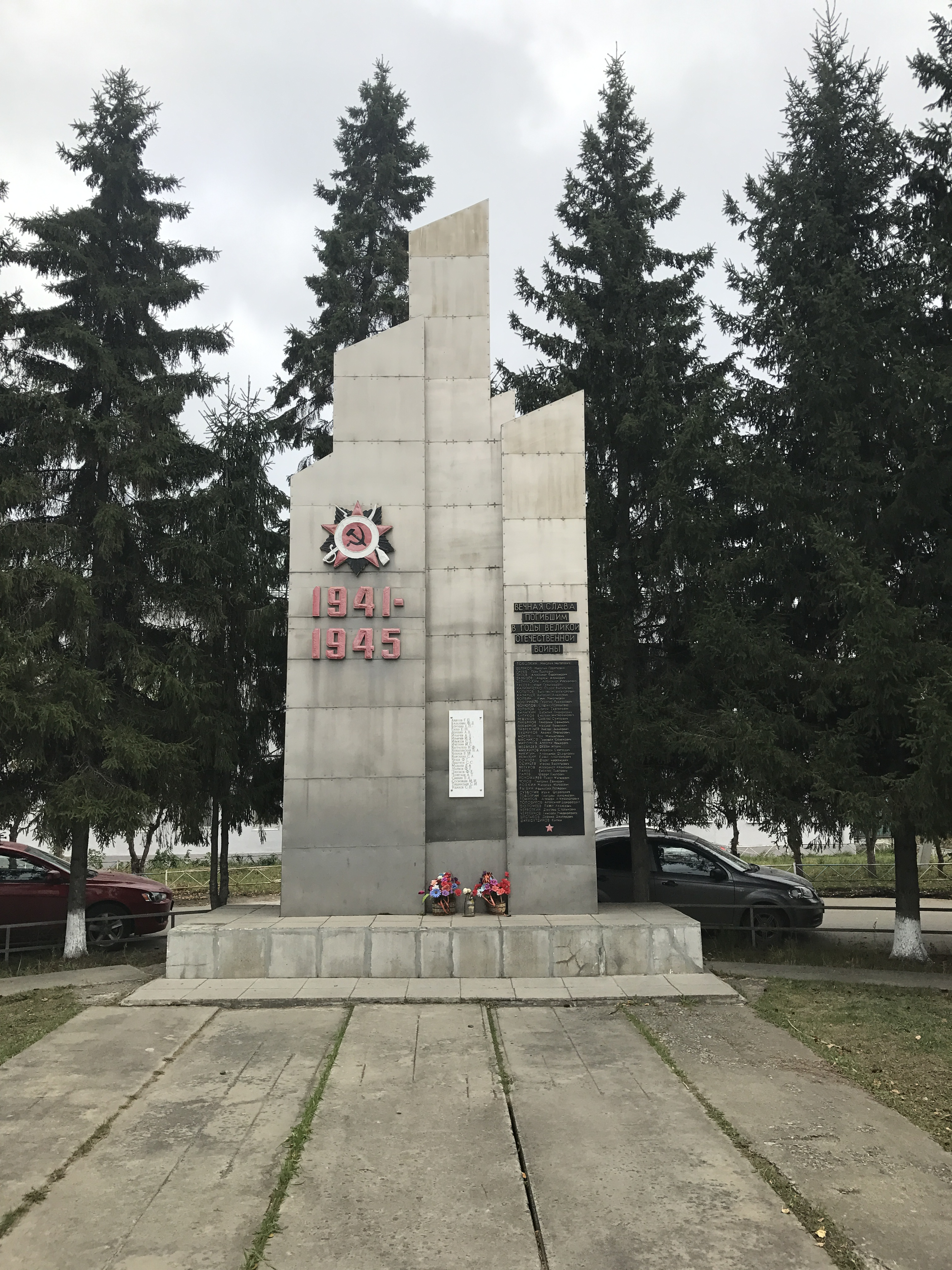
Мемориал памяти

Среди первых работников завода сухого молока — первый главный инженер В. А. Безденежных и первый директор П. Н. Наумов. Выпускник Ленинградского молочного института В. П. Мамонтов проработал на предприятии главным инженером предприятия с 1941 по 1983 годы, награждён орденом Трудового Красного Знамени, «Знаком Почёта», почётный гражданин Ялуторовска.
В годы войны на заводе трудились дети и подростки, среди них — З. С. Зяблова, которая приступила к работе на заводе в консервный цех предприятия в возрасте 15 лет в разгар битвы за Москву, кавалер ордена Ленина, депутат Верховного Совета СССР, почётный гражданин Ялуторовска и лудильщик Пётр Хохряков, трудовую деятельность начал в возрасте 13 лет, выполняя нормы на 150—175 %.
Директор А. Демченко был награждён орденом Трудового Красного Знамени, Г. К. Парфенова награждена орденом Ленина и дважды избиралась депутатом Верховного Совета СССР, среди отмеченных трудовыми государственными наградами — аппаратчик А. Чижевская.

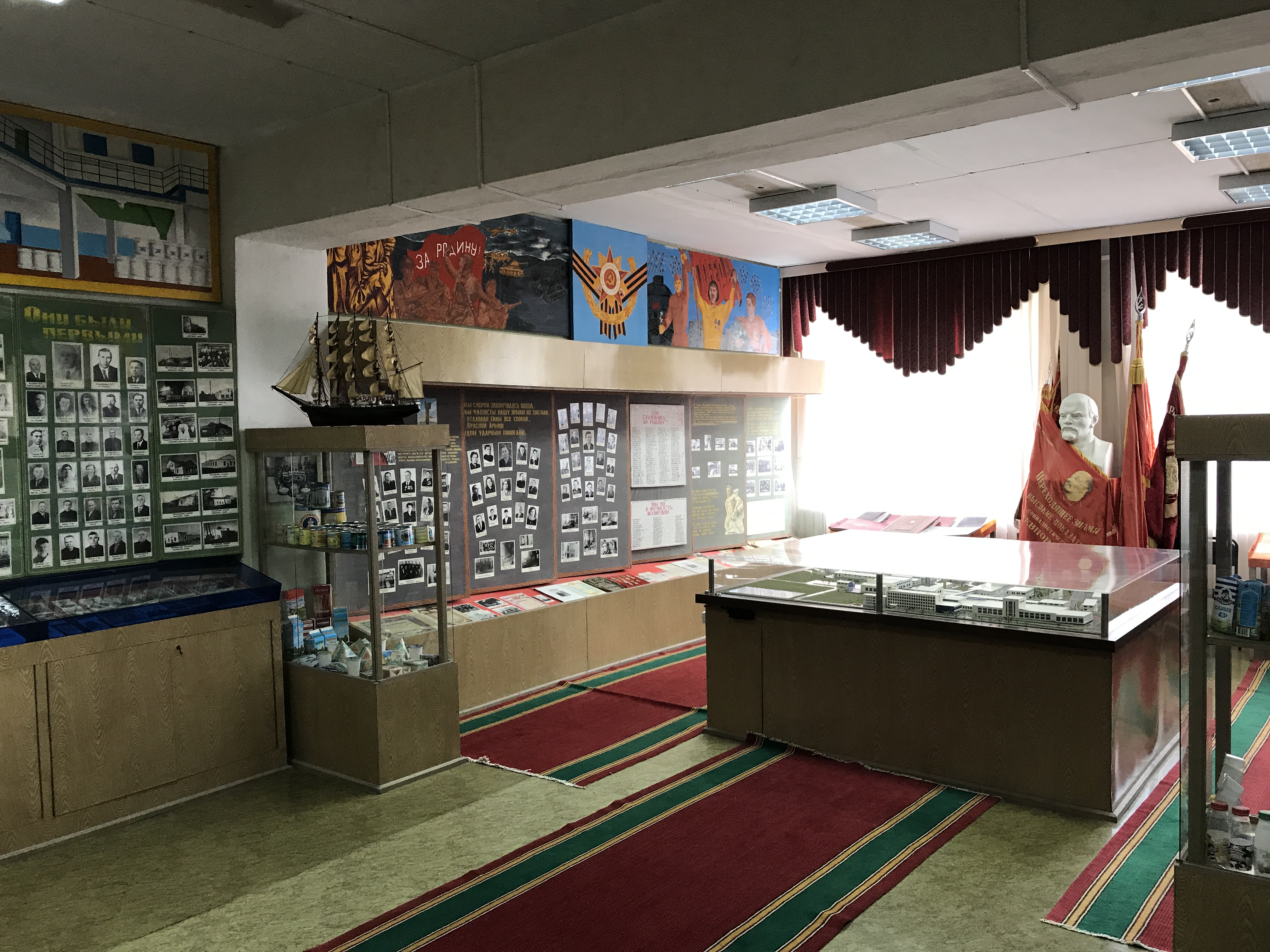
Музей истории МК «Ялуторовский»

## Музей комбината
С 1985 года на территории комбината действует музей боевой и трудовой славы. За годы строительства и функционирования завода в музее собрано большое количество документов, касающихся как самого предприятия, так и его сотрудников, а также наград, памятных подарков, фотографий и книг, посвященных Молочному комбинату «Ялуторовский».

## Награды
Завод дважды награждался переходящим Красным Знаменем Государственного комитета обороны СССР (1943, 1945). В 1944 год завод стал лауреатом всесоюзной премия среди предприятий молочной промышленности.
Тринадцать раз был признан победителем социалистических соревнований среди предприятий молочной промышленности.